# Klaus Haischer
Klaus Adelbert Haischer (* 5. Februar 1949 in Oberndorf am Neckar) ist ein deutscher  Rechtsanwalt und Politiker (SPD).

## Leben und Politik
Klaus Haischer wurde 1949 als Sohn von Anna Haischer, geborene Haigis, und des kaufmännischen Angestellten Alfred Haischer in Oberndorf am Neckar geboren. Nach dem Studium der Rechtswissenschaften in Tübingen und dem Referendariat in Konstanz und Mailand wurde er nach den 1973 und 1976 absolvierten Staatsexamina 1976 als Anwalt tätig. Studienreisen hatten ihn zuvor nach Nord- und Südamerika sowie Afrika geführt. Er ist Mitglied der SPD und wirkte als Stadt- und Kreisrat. Von Juli 1982 bis zum Ende der Legislaturperiode 1984 gehörte er dem Landtag von Baden-Württemberg an. Er vertrat als Nachrücker für Erhard Eppler über ein Zweitmandat den Wahlkreis Rottweil.
Nach seinem Ausscheiden aus dem Landtag war er bis 1986 am Bundesgerichtshof als Vertreter des BGH-Anwalts tätig. Von 1986 bis 1992 war er Stellvertretender Vorstandsvorsitzender der Landesanstalt für Kommunikation Baden-Württemberg, einer Obersten Landesbehörde, davon etwa ein Jahr als amtierender Vorsitzender.
Als Rechtsanwalt mit Büros in Oberndorf am Neckar, Villingen und Singen war er als Insolvenzverwalter und außergerichtlicher Sanierer tätig. 
Haischer ist Träger der Wirtschaftsmedaille des Landes Baden-Württemberg und der Bürgermedaille der Stadt Oberndorf für herausragendes, langjähriges bürgerschaftliches Engagement.